# Католицизм в Пакистане

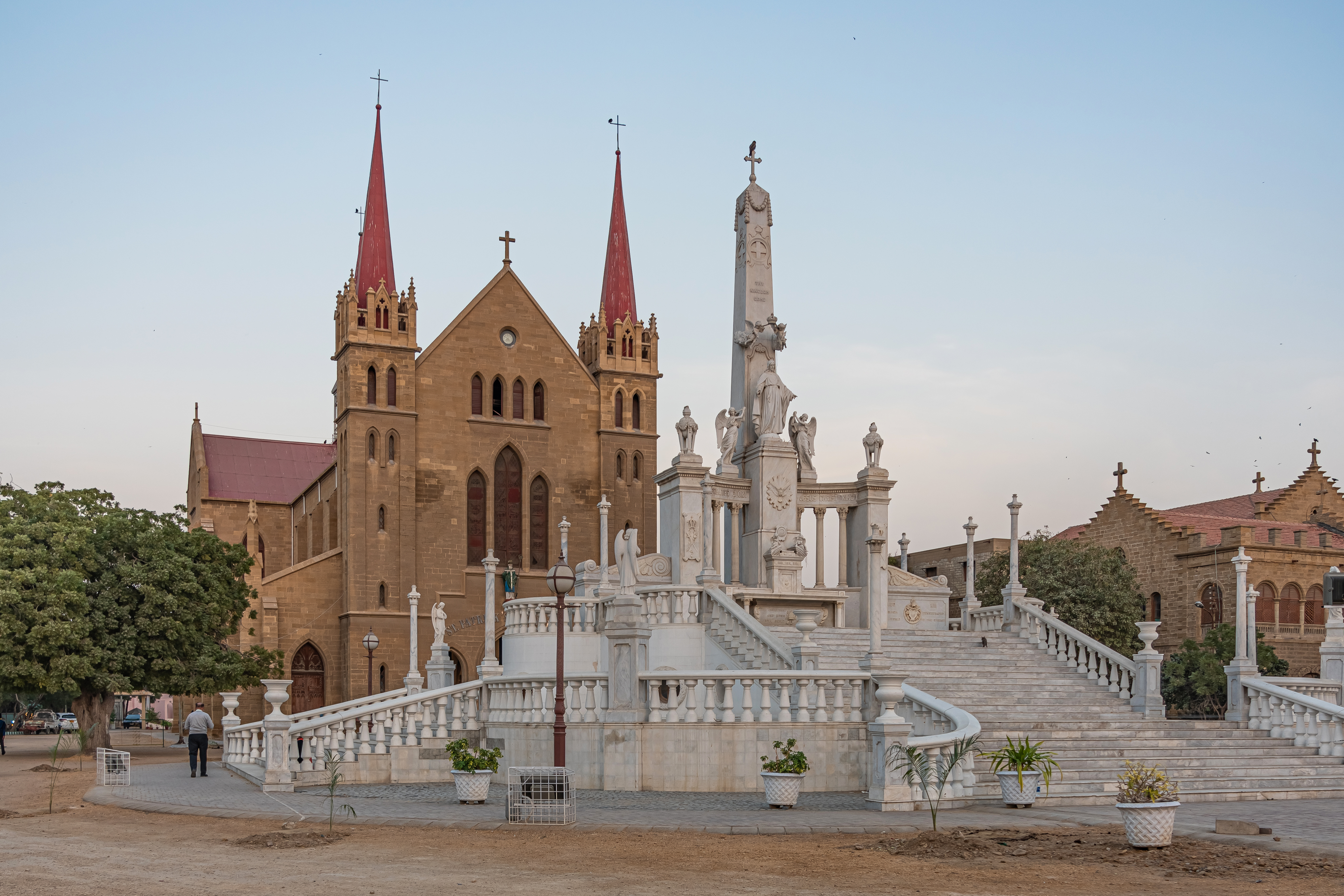
Собор Святого Патрика, Карачи, Пакистан

Католическая церковь в Пакистане является частью всемирной Католической церкви. Численность католиков в Пакистане составляет около 1 миллиона человек (0,5 % от общего населения).

## История
Впервые католические миссионеры из монашеского ордена иезуитов появились на территории сегодняшнего Пакистана в начале XVII века. При дворе могольского императора Акбара I действовала посольство Могольской миссии иезуитов. Во время третьей миссии иезуит Бенто де Гоиш в 1602 году посетил территорию сегодняшнего Пакистана. В XVII веке в Синде действовали миссии кармелитов и августинцев.
Во время Британской Индии в Пакистане стали возникать многочисленные католические миссии в основном среди касты неприкасаемых. Большинство пакистанских католиков принадлежат к народу пенджабцев и проживают в основном в провинции Пенджаб и городе Лахор, где они составляют около 10 % от общего населения.
В 1880 году Святой Престол учредил первую церковную структуру апостольский викариат Пенджаба, который в 1886 году была преобразована в епархию и в 1994 году — в архиепархию. В 1948 году была образована епархия Карачи, которая в 1950 году была возведена в ранг архиепархии.
17 июля 1950 года римский папа Пий XII издал бреве «Arcano Dei», которым учредил апостольскую делегатуру в Карачи, которая 27 декабря 1965 года была преобразована бреве Quae omnia Римского папы Павла VI в апостольскую нунциатуру.
В 1970 году по инициативе Католической церкви в Карачи была открыта Высшая школа святого Патрика.
5 марта 1973 года архиепископ Карачи Иосиф Кордейро стал первым пакистанским кардиналом.
В 1991 году в Пакистане шариат был провозглашён основой Конституции Пакистана. В стране был принят «закон о богохульстве», способствовавший притеснениям пакистанских христиан. 6 мая 1998 года первый из народа пенджабцев католический епископ Джон Джозеф совершил акт самоубийства в знак протеста против этого закона.
В 2008 году католик Шахбаз Бхатти получил портфель министра по делам национальных меньшинств, став первым христианином в правительстве Пакистана. Он был убит в марте 2011 года во время беспорядков, вызванных делом Азии Биби. 2 августа 2008 года католическое население города Годжра подверглось погрому со стороны мусульман.
Город Мариамбад является центром католического паломничества. Ежегодно 3 сентября Мариамбад посещают около 50 тысяч паломников-католиков.

## Структура
Централизованным органом Католической церкви в Пакистане является Конференция католических епископов Пакистана. В стране действуют 2 митрополии, 4 епархии и 1 апостольский викариат, 114 приходов, работают 8 епископов, около 260 священников.
- Архиепархия Лахора;
  - Епархия Исламабада-Равалпинди;
  - Епархия Мултана;
  - Епархия Фейсалабада.
- Архиепархия Карачи;
  - Епархия Хайдарабада.
- Апостольский викариат Кветты.